# Jean-Louis Aubert (Dichter)
Jean-Louis Aubert (* 15. Februar 1731 in Paris; † 10. November 1814 ebenda), auch Abbé Aubert genannt, war ein französischer Weltgeistlicher, Fabeldichter, Journalist und Literaturkritiker.

## Leben
Aubert war ein Sohn des Komponisten und Violinisten Jacques Aubert. Er studierte am Collège de Navarre, erhielt die Priesterweihe und wurde zum „Chapelain de l’église de Paris“ ernannt. Er übte das Amt nur kurze Zeit aus. Er war ein Autor religiöser Dramen Jephté ou Le Vœu, La Mort d’Abel, die er 1765 veröffentlichte. Als Musikkundiger wandte er sich 1754 mit seiner Schrift Refutation suivie et détaillée des principes de M.Rousseau de Genève touchant la musique françoise gegen das Notationssystem das Jean-Jacques Rousseau 1743 in seinen Dissertation unter den Titel Sur la musique moderne (Über die moderne Musik) erarbeitet hatte.
Er erhielt Unterricht in Theologie und trat einem kirchlichen Orden bei. 1751 wurde er Redaktionsmitglied der neugegründeten Affiches de Paris. Ab dieser Zeit widmete er sich nur noch seiner journalistischen und literarischen Tätigkeit. Seine erste Fabeln, deren philosophischer Gehalt Voltaires Beifall fand, erschienen im Mercure de France.
Von 1773 bis 1784 hatte er eine Professur der französischen Literatur am Collège de France inne, die eigens für ihn eingerichtet worden war. 1774 wurde er als Nachfolger von François-Louis Claude Marin zum Generaldirektor der Gazette de France und zum königlichen Zensor berufen.
Seine Fabeln zeichnen sich trotz eines gewissen philosophischen Anstrichs der Mehrzahl nach durch Natürlichkeit und Anmut aus. Sie haben oft sehr poetischen Charakter. Auberts gesammelte Schriften erschienen 1775 als Fables et oeuvres diverses in zwei Bänden. Sein älterer Bruder war der Geiger Louis Aubert (1720–1783).

## Publikationen (Auswahl)
- Psiché, poëme en huit chants. Moutard, Paris 1769 (französisch, books.google.de).
- Fables nouvelles, divisées en six livres, avec des notes, et un Discours sur la manière de lire les Fables, ou de les réciter l’Abbé Aubert. 2 Bände. Moutard, Paris 1774 (französisch, archive.org, archive.org).
- Le diable dans un bénitier et la métamorphose du gazetier Cuirassé en mouche … Überarbeitet, korrigiert und ergänzt von Monsieur l’Abbé Aubert. London 1791 (französisch, digitale-sammlungen.de).
- Fables choisies de l’abbé Aubert et de Lamothe-Houdart. Paris 1828 (französisch, gallica.bnf.fr).